# Де Сесаре, Сесар
Сесар де Сесаре (исп. César de Cesare, род. 12 июля 1980, Буэнос-Айрес, Аргентина) — эквадорский каякер, участник Олимпийских игр 2012 года.
На Церемонии открытия летних Олимпийских игр 2012 был знаменосцем команды Эквадора.

## Карьера
На Олимпийских играх в Лондоне он выступил в соревнованиях среди мужчин на 200 метров на байдарке-одиночке, однако Сесар не смог завоевать медалей.